# Оливер, Хаим
Хаим Давид Оливер (болг. Хаим Давид Оливер; 8 января 1918, Кюстендил — 7 августа 1986, София) — болгарский писатель, публицист, сценарист. Лауреат Димитровской премии.

## Биография
До 1936 года изучал экономику, музыку и журналистику во французском колледже в Софии. Затем в Венском высшем экономическом институте в течение двух лет — курс журналистики и внешнеэкономических отношений. В связи с аннексией в 1938 году Австрии Германией — окончить институт не удалось.
Во время учёбы в Вене участвовал в революционной и антифашистской деятельности, за что ему было запрещено находиться на территории Третьего рейха. Своё участие в революционном движении продолжил после возвращения в Болгарию.
В годы монархии за активную революционную деятельность в Болгарии Хаим Оливер был дважды судим военным судом и приговорён к смертной казни. В 1941 году Оливер был арестовал и заключён в тюрьму, а затем отправлен в трудовой лагерь, откуда ему удалось бежать и присоединиться к партизанскому отряду.
Участник Второй мировой войны. Партизаном сражался вплоть до народного вооружённого восстания в Болгарии 9 сентября 1944 года. После войны работал журналистом и корреспондентом различных изданий и на радио.

## Творчество
Хаим Оливер — известный болгарский автор произведений для детей и юношества, ряда приключенческих, научно-фантастических и публицистических книг, детективной прозы.

## Избранная библиография
- Великий поход династронавтов (1963)
- Федерация династронавтов (1963)
- Ние, спасените: Или как евреите в България бяхя изтръгнати от лагерите на смъртта (1967)
- Фалшификаторът от черния кос (1969)
- Хелиополис (1968)
- Пратеникът от Елсинор (1972)
- Энерган-22 (1981)
- Гол из засады
- Рыцарь белой дамы
- Час невидимки
- Как я стал кинозвездой (1984)

## Сценарии
Сценарист художественных, научно-популярных и анимационных фильмов.
- Наша земля (1952)
- Закон моря (1958)
- Художник Златю Бояджиев (1961)
- Волчица (с Рангелом Вылчановым, 1965)
- Рыцарь белой дамы (1982)
- Фальсификатор из «Чёрного дрозда» (1983)
- Федерация династронавтов (1979)
- Эшелон смерти (1986)